# Un cœur sauvage

Un cœur sauvage est une pièce de théâtre écrite par Christophe Botti en 2005 et mise en scène par Christophe Botti et Stéphane Botti.
En 2014, une nouvelle mise en scène de Stéphane Henriot se joue à Paris de janvier à mai.
En 2019, Frédéric Maugey met en scène Un cœur sauvage au Théâtre Le Funambule à Montmartre du 7 janvier au 30 avril 2019. 

## Résumé
Un jour, Mathan tombe amoureux et son enfance vole en éclats...
Un cœur sauvage évoque les difficultés de nombreux gays lors de l'adolescence : se sentir différent, la peur de cette différence, appréhender la marginalité, subir les premières intolérances, puis s'en affranchir pour s'affirmer et découvrir la passion sans la pression de la norme.
Un cœur sauvage fait partie d'une trilogie avec les pièces Un cœur de père et Un cœur en herbe (création en 2010 à Paris).

## Distribution
2005
Mise en scène de Christophe Botti et Stéphane Botti
- Édouard Collin : Mathan
- Julien Alluguette : François
- Violaine Brebion : Virginie

2019
Mise en scène de Frédéric Maugey
- Douglas Lemenu : Mathan
- Thomas Violleau : François
- Léa Malassenet : Virginie